# Wan Zack Haikal
Wan Zack Haikal (ur. 28 stycznia 1991 w Kuala Lumpur) – malezyjski piłkarz występujący na pozycji pomocnika.

## Kariera piłkarska
Od 2007 roku występował w Felda United, Harimau Muda A, ViOn Zlaté Moravce, FC Ryukyu i Kelantan.